# Phil Vickery
Philip John Vickery MBE (* 14. März 1976 in Barnstaple) ist ein ehemaliger englischer Rugby-Union-Spieler. Er spielte als Pfeiler für die englische Nationalmannschaft und den Wasps RFC.
Vickery gab 1998 im Alter von 21 Jahren sein Debüt für England gegen Wales als Einwechselspieler. Bei der Weltmeisterschaft 1999 gehörte er ebenso zum Kader. In der folgenden Saison avancierte er zum Stammspieler und wurde für die Tour der British and Irish Lions nominiert, wo er in allen drei Testspielen gegen Australien zum Einsatz kam.
Im Vorfeld der Six Nations 2003 fiel Vickery aufgrund von Verletzungen aus, kam aber im Sommer zur Vorbereitung für die Weltmeisterschaft wieder zurück. Bei der WM spielte er eine tragende Rolle und konnte am Ende mit der Mannschaft Gastgeber Australien im Finale schlagen und den ersten WM-Titel für England gewinnen. Im Anschluss an diesen Triumph verletzte er sich jedoch einige Male, so dass er ein gesamtes Jahr lang ausfiel.
Im Januar 2007 wurde Vickery zum Kapitän der englischen Nationalmannschaft bestimmt und wurde damit zum Nachfolger von Martin Corry. Im Sommer des Jahres wurde er nicht mehr berücksichtigt, da er mit seinem Verein Wasps RFC im Heineken Cup die K.-o.-Spiele erreicht hatte. Am Ende der Saison gewannen die Wasps sogar den Pokal. Bei der Weltmeisterschaft war er jedoch wieder im Aufgebot Englands und führte das Team als Kapitän bis ins Finale, wo man sich Südafrika geschlagen geben musste. Mit der Ernennung von Martin Johnson zum Nationaltrainer löste Steve Borthwick Vickery als Kapitän ab.
Im Jahr 2009 wurde er von Ian McGeechan für die Südafrika-Tour der British and Irish Lions nominiert. Er wurde im ersten und im letzten Spiel der Serie eingesetzt. Im Oktober 2010 beendete er verletzungsbedingt seine Karriere und wechselte anschließend in das Trainerfach.
Seinen Spitznamen „Raging Bull“ (Wie ein wilder Stier) bekam er bereits früh in seiner Karriere und übernahm diesen auch für seine Kleidungsmarke.